# Хевиметъл
Хевиметъл (или просто метъл) е жанр в рок музиката и културата, който първоначално попада под влиянието на блус рока и психеделичния рок. Стилът се оформя в края на 1960-те и началото на 1970-те години в САЩ и Обединеното кралство. Характерно за композициите в това направление е използването на електрическа китара, бас китара, барабани, разнообразни вокали и в последно време на клавиши (при готик, симфоничния и екстремен метъл).
Първите хевиметъл групи като „Лед Зепелин“, „Дийп Пърпъл“ и „Блек Сабат“ привличат голяма аудитория, въпреки че често са били обект на подигравки от критиците по това време. В средата на 1970-те, „Джудас Прийст“ помага на развитието на жанра, като отхвърля голяма част от блус влиянието. „Моторхед“ въвежда пънк рок усещане и все повече акцентира върху скоростта. По време на новата вълна в британския хевиметъл, „Айрън Мейдън“ и „Саксън“ свирят в същия дух. В края на 1970-те, метъл феновете биват наричани „метълисти“ (на англ. metalheads) или „хедбенгъри“.
През 1980-те години, глем метъла става комерсиална сила с групи като „Мотли Крю“ и „Пойзън“. От ъндъргаунд сцената произлиза маса от по-крайни, агресивни стилове: траш метъла пробива на голямата сцена с банди като „Металика“, „Мегадет“, „Слейър“ и „Антракс“, докато други от най-екстремните подстилове като дет метъл и блек метъл остават субкултурно явление. В средата на 1990-те години популярни стилове стават груув метъла (пример, „Пантера“), който съчетава екстремния метъл с хардкор пънк и ню метъла (пример, „Слипнот“), който често включва елементи от гръндж и хип-хоп.

## Название
Що се отнася до произхода на термина „хевиметъл“ – „тежък метъл“ – има няколко версии и множество източници. Този израз възниква в началото на 1970-те години, но кога става официален термин – остава обект на дебати.
Писателят Уилям Бъроуз през 1962 г., десет години преди формирането на жанра, използва фразата „Heavy metal“ в романа „The Soft Machine“, за да опише извънземните. („Тежките метални хора от Уран, увити в синя мъгла от изпарени банкноти... и хората насекоми от Минроуд с метъл музика...“) Думите „Хевиметъл гръмотевици“ има в песента на групата Степънулф – „Born to Be Wild“, издадена през 1968 г. Евфемизмът „heavy metal“ сред артилеристите означава силна канонада, и първоначално е бил използван при хардрок музиката като епитет за сила и ритъм.
Известно е, че „хевиметъл“ като музикален епитет се прилага за пръв път за албума Kingdom Come American на психеделичната рок група Сър Лорд Балтимор от критика Майк Сандърс, и е популяризирана от Лестър Бенгс в неговите статии за Лед Зепелин и Блек Сабат. В началото критиците не правят разлика между хардрок и хевиметъл, които сега се считат за различни жанрове. Въпреки това в западната критика все още е предмет на спор и в много документални филми хардрокът често не се отнася до произхода на хевиметъла, а като алтернативен епитет или дори като отделен стил метъл.
На английски език не се прави разлика между метъл и метал, като разграничение на тежките метали и хевиметъл музиката. Въпреки това в другите езици, включително в българския, те се считат за отделни. Останалите метъл подстилове получават названието си от техните характеристики (пауър метъл, траш), от групи и албуми, които те създават (дет, блек, дуум), или други стилове на музиката, с която са близки (прогресив, симфоничен, фолк метъл).

## Характеристика
Хевиметълът се характеризира като музика, в която доминират китари, барабани, силен ритъм и класически, блусарски или симфонични примеси. Във всеки случай, подстиловете на хевиметъла имат свои стилови вариации различни от оригиналната форма, от която често отстъпват. В метъла (жанра като цяло) е присъщо акцентирането на композициите върху художествена музикална картина, в която може да има въведение, развитие, кулминация на основната тема и заключение. Тези елементи на композицията може да се съдържат в отделни произведения и да продължават в цял концептуален албум. В тази връзка хевиметълът като цяло демонстрира качествата на инструменталната музика и нестандартните хармонии. Често метъл албумите се разглеждат като „звучен авангарден живопис“.
В допълнение към китарите и барабаните, в различните подстилове на метъла често може да се видят и други музикални инструменти – органи, синтезатори, акустични инструменти (цигулка, виолончело и др.), предназначени да разширят звуковата палитра и атмосфера. Различните подстилове отразяват различно промяната в музиката. Корените на хевиметъла – психеделичен рок, експериментират с фолк и поп музика, също и блус и джаз, но в крайна сметка под влиянието на пънк рока и хардкор пънка се формира крайният вид. Според критика на New York Times, „в родословното дърво на популярната музика, метълът е една от най-важните стилове рок – стил с по-малко синкопиране и повече елементи на шоу и сила“. „От всички видове рок музика, метълът е най-високата точка на сила, мъжественост и театралност“ – пише Олмюзик.

## Инструменти
Типичната метъл група включва барабанист, бас китарист, соло китарист, ритъм китарист и вокалист, който обикновено не използва други инструменти. В някои групи се използват клавиши. Останалите нетипични инструменти са виолончело, гайда, цигулка, флейта, саксофон и народни инструменти. Такива инструменти не играят важна роля и имат за цел да създадат определена атмосфера.
Електрическата китара и мощта на звука, увеличен чрез усилвател, исторически остава основен елемент от хевиметъла. Китаристите често използват педали за изкривяване на звука, като ефекта е много по-тежък звук. От началото на 1980-те години, традиция е групите да имат по двама китаристи. Такива групи са Айрън Мейдън и Джудас Прийст, а има и такива с по трима, изпълняващи редуващи се соло и ритъм части. Въпреки това има и редки изключения, например немската пауър метъл група Ван Канто не използва китари, а разчита изцяло на своя вокалист, а финландската група Апокалиптика заменя китарите с виолончело.
В стила често централен елемент на метъл композициите е китарното соло. С развитието на подстиловете се появяват все по-сложни и скоростни рифове. Китаристите използват тепинг и други техники на скоростта, когато някои стилове го изискват.
Централната роля на китариста в метъла „разбива“ традиционната роля в рок музиката на фронтмена. Това създава подобие на двойно лидерство и дори конкуренция. Типът вокалисти е разнообразен: много активен висок тенор (Брус Дикинсън, Рони Джеймс Дио, Клаус Майне), дрезгав нисък глас (Джеймс Хетфийлд, Леми Килмистър, Джийн Симънс), ниско ръмжащи дет метъл вокали (Крис Барнс, Майкъл Окърфелдт), крещящи (Том Арая, Куортън, Роб Халфорд), оперно сопрано (Таря Турунен, Симоне Симонс) и дори неприсъщият фалцет (Кем Пайпс).
В повечето метъл групи бас китарата играе по-малка роля от електрическата, която акцентира върху китарните рифове и соло. Басистите могат да свирят свои рифове, различни от китарата. В някои групи бас китарата е ключов инструмент – например, басистите на Блек Сабат и Металика, те свирят свои солота. Бас китаристите в метъла често играят ролята на посредник, който дава възможност за по-голяма скорост и агресивност. В екстремния метъл (дет метъл, блек метъл), бас китарата може да бъде с изкривен звук, за да се постигне по-голяма тежест. Други използват пет и шест струнни бас китари.
Барабаните са с важна роля в метъла. Един барабанист трябва да има бързина и координация, за да е добър в сложните и скоростни ритъм части. Групите обикновено използват много техника за барабаните. Задължително е включен бас барабан (два или карданен). В екстремните стилове метъл, барабанистите често са оборудвани с тригери на барабаните.
Немалко значение в някои стилове имат клавишните инструменти. Те са разделени в три категории:
1. Тежки – с характерен звук за рок музиката, има преимущество в прогресив метъла.
2. Традиционни – с характерни академични и фолклорни звуци, използвани в симфоничния метъл.
3. Индъстриъл – с характерни звуци за електронната музика, използвани в индъстриъл метъл средите.

## Тематика
Темите за мрака, злото, силата и апокалипсиса са езикови компоненти за обръщение към реалността на проблемите в живота. В хипи културата от 1960-те, „мирът и любовта“ е основа, а хевиметълът се развива като негова контракултура. Там светлината е заменена с тъмнината, а щастливият край с реалността, където не всичко завършва така. Докато някои фенове твърдят, че мрака не е посланието, критиците обвиняват жанра за величие на негативните аспекти от реалността.
Темите в хевиметъл музиката обикновено са по-сериозни, отколкото спокойните теми в поп музиката от 1950-те, 1960-те и 1970-те години, с акцент върху войната, ядрените заплахи, темите, свързани с екологията и политиката или религиозната пропаганда. „War Pigs“ на Black Sabbath, „Killer of Giants“ на Ози Озбърн, „...And Justice for All“ на Металика и „2 Minutes to Midnight“ на Айрън Мейдън са примери за принос за обсъждането на реалната ситуация.
Излизайки от своите блус корени, секса е друга важна тема – води началото си от текстовете на Лед Зепелин и се среща при глем метъл и ню метъл групи, където тийнейджърската тревога е друга централна тема. Метъл песните често съдържат текстове от фантастиката. Песните на Айрън Мейдън например често са вдъхновени от митологията, фикцията и поезията.
Текстовете на Blind Guardian често се позовават на Властелинът на пръстените, както и друга митология и фолклор, в песните „The Battle of Evermore“, „Immigrant Song“, „Ramble On“, „No Quarter“ и „Achilles Last Stand“. Други примери са „The Wizard“ на Блек Сабат, „The Conjuring“ на Мегадет и „Five Magics“, „Great King Rat“ и „Ogre Battle“ на Куийн, както и „Dreamer Deceiver“ на Джудас Прийст. През 1980-те с възхода на траш метъла и песни като „...And Justice for All“ на Металика и „Peace Sells“ на Мегадет, повече текстове на метъл песните са със социална или политическа насоченост, отклонение от стандартните хевиметъл текстове. Това бива повлияно от социалния заряд и политическата неяснота. Стилове, като мелодичния дет метъл, прогресив метъл и блек метъл, често изследват философски теми.
Тематичното съдържание на хевиметъла от дълго време е обект на критика. През 1980 г. Родителския музикален ресурсен център (Parents Music Resource Center) изпраща петиция до конгреса на САЩ да регулира популярната музика поради осъдителните текстове в хевиметъл песните.
През 1990 г. Джудас Прийст са осъдени в американски съд от родителите на двама младежи, които се самозастрелват пет години по-рано, след като чуват „направи го“ („do it“) в песен на Джудас Прийст. Случаят привлича голямо медийно внимание, но в крайна сметка е отхвърлен. В някои страни, предимно мюсюлмански, хевиметълът официално е гледан като заплаха за традиционните ценности. В страни като Мароко, Египет, Ливан и Малайзия, стават инциденти с метъл музиканти и фенове, които биват арестувани и хвърлени в затвора.

## Визия и култура
За някои изпълнители и групи визията е от голямо значение в хевиметъл музиката. В допълнение към звука и текста, „образа“ на групата се изразява и още в обложките на албумите, логото, сценична апаратура, облекло и музикални клипове. Изпълнители като Алис Купър, Кис, Лорди и Гуар са с необичайна визия.
Дългата коса, според Вайнщайн е „най-важната отличителна черта на метъл културата“. Първоначално е приета от хипи субкултурата, до 1980-те и 1990-те години хевиметъл косата „символизира омразата, страданието и разочарованието на едно поколение, което никога не се чувства у дома си“, според журналиста Нейдър Рахман.
Класическите дрехи, които носят метъл феновете са светли, протрити, закърпени или скъсани дънки, черни тениски, ботуши (кубинки) и черни кожени или дънкови якета. Тениските обикновено са с логото или изображение на любима метъл група. Метъл феновете „използват също елементи от S&M общността (вериги, метални шипове, черепи, кръстове)“. През 1980-те филмите на ужасите, пънка и готиката влияят на метъл модата. Много изпълнители от 1970-те и 1980-те използват ярко оцветени инструменти в тон със сценичния им вид.
Модата и личния стил са много важни за глем метъл групите. Изпълнителите са с дълги, боядисани, топирани коси, грим като червило, очна линия, прилепнали дрехи, включително леопардови фланелки и аксесоари като диадема и бижута.

## Жестове
Много метъл музиканти при изпълнения на живо куфеят с хедбенгинг, което се изразява в яростно клатене на главата в такт с музиката, обикновено за да се развява дългата коса напред и назад. Масово разпространен е ил корнуто или т.нар. дяволски рога, добил популярност по-късно като козата. Разпространен от вокалиста на Блек Сабат и Дио – Рони Джеймс Дио(нерядко показван от него обърнат на долу и означаващ на езика на глухонемите „обичам те“). Въпреки че Джийн Симънс от Кис твърди, че именно той е бил първият, който е направил жеста на обложката на албума Love Gun от 1977 г., има спекулации за това кой е започнал феномена.
Феновете на хевиметъл концертите не танцуват в общоприетия смисъл на думата, Дийна Вайнщайн, музикален критик, твърди, че това се дължи на факта, че голямата аудитория на тази музика е мъжката и „екстремна хетеросексуална идеология“. Тя идентифицира две основни движения на тялото, които заместват танца: хедбенгинг и жеста коза, което е признание и ритмичен жест. Изпълнението на въздушна китара е популярно сред метъл феновете на концертите и докато слушат песни у дома.

## Фенска субкултура
Според Дийна Вайнщайн, хевиметълът е надживял много други рок стилове поради своята голяма интензивност, ексклузивност и субкултура. Като метъл фен базата е предимно млада, бяла и мъжка, тя е „толерантна към тези извън нея и демографската основа, която следва свой кодекс за външен вид и поведение“. Идентифицирането със субкултурата не е само до споделяне на концертен опит и мода, но и до метъл списания и доста уебсайтове. Хевиметъл фенове носят дънкови якета с кръпки на групи и картинки с групите Металика, Гънс Ен Роузис, Айрън Мейдън, Слипнот, Дио и Лед Зепелин.
Хевиметъл сцената се характеризира като „субкултура на отчуждение“, със свой собствен кодекс за автенчичност. Този кодекс поставя няколко условия към носителите му: те трябва да са напълно отдадени на музиката и субкултурата, която подкрепят; те трябва да са незаинтересовани от комерсиализацията и радио хитовете; те не трябва никога да се „продадат“. За метъл феновете кодексът промотира „опозиция на изграденото общество и отделяне от останалите“.
Музикантът и филмов режисьор Роб Зомби споделя:
| „      | Много от децата, които идват на моите концерти, изглеждат иновативни, с много енергия, която не знаят какво да я правят“ и че хевиметълът е „аутсайдерска музика за аутсайдери. Никой не иска да бъде странно хлапе; просто някак си да спре да бъде странно хлапе. Нещо като това метълът да има странните хлапета на едно място. | “ |
| [ 27 ] | |   |

Метъл „учители“ имат тенденцията на феновете да класифицират и отхвърлят някои изпълнители (и фенове) като „позьори“, „които претендират да са част от субкултурата, но нямат автентичност и искреност“.

## История
Появил се в началото и средата на 1970-те години, хевиметълът е изминал дълъг път на развитие. Достига своя пик на популярност през 1980-те години, след което се появяват много екстремни форми, а през 1990-те и в наши дни преминава през „кросоувър“ период, в който се смесва с други жанрове музика. Хевиметъл музиката има десетки подстилове и още повече смесени и регионални стилове.

### 1960–1970-те: от психеделия към метъл
В края на 1960-те и началото на 1970-те от стила психеделичен рок се отделят няколко американски и британски прогресив рок групи и музиканти, които експериментират с блус и джаз суинг: Крийм, Блу Чиър, Блу Ойстър Кълт, Сър Лорд Балтимор, Джими Хендрикс, Пинк Флойд, ранните Лед Цепелин и Дийп Пърпъл. В Германия с психеделия (краутрок) започват метъл групите Луцифер Френд и Скорпиънс.
В допълнение към афроамериканския блус и джаз, рокът в края на 1960-те нерядко се обръща в етническа и класическа музика. Десетминутната „Prelude: Happiness/I’m So Glad“ на британската група Дийп Пърпъл, използва източни мотиви от Шехерезада. „Hey Joe“ отчита латиноамерикански елементи, като танго и фламенко. Обръщането в етнически сюжети бива характерно за психеделичния рок – още в своето зараждане психеделията е вдъхновена от индийската музика. Експериментите с класиката били нетипични за нея.
През този период започват да се появяват и въвеждат особени техники на ритъм китарата. Към акордите, китаристите добавят особени ритмични фигури – рифове. Същото се случва и с бас китарата – басистите често свирят кротки ритмични фигури, формиращи ритмично повтаряща се музикална фраза.
Историята на рифовете започва през 1950-те години в естрадния американски блус, особено влияние на техниките на рифа в хардрока и ранния хевиметъл оказва чернокожият блусар Бо Дидли, чието творческо наследство оставя своя отпечатък върху „тежкия“ жанр.
Паралелно при еспериментирането със звука – с развитието на електрониката, все повече внимание се отделя на изкривяването на звука при ритъм китарата.
Една от най-ранните групи използвали китарните рифове е Кинкс през 1964 г.

#### Психеделичен хевиметъл (хард ен хеви)
Откритието „дисторшън“ (изкривяване) имало основно значение за метъла. „You Really Got Me“ на Кинкс несъмнено оказало решаващо влияние върху бъдещите метълисти, защото имала в структурата си прости рифове и пълноценен метълски изкривен звук. Идеята им е подхваната и доразвита от ранните експериментатори, положили основите на хевиметъл музиката.
Такива били английски групи свирили прогресив и психеделичен рок (които по-късно ще се отнасят към хардрока и хевиметъла), като Дийп Пърпъл, Лед Зепелин, Назарет, Юрая Хийп, Блек Сабат, Пинк Флойд и други, които и до днес се считат за крале на рока.
Тъй като границите между ранния хардрок, дуум метъл и хевиметъл са малки, критиците не определят групи пионери, до началото на 1970-те биват наричани „хард ен хеви“ или „психеделичен хевиметъл“.
Тези групи получават първите определения за метъл, макар че те самите го отричат. Освен английските групи, подобна музика изпълнявали Скорпиънс в Германия, Сър Лорд Балтимор, ЗиЗи Топ, Кис в САЩ и Ей Си/Ди Си в Австралия.

### Мейнстрийм: края на 1970 – 1980-те
Пънк рока се появява в средата на 1970-те като реакция срещу съвременните социални условия, както и това, което се е възприемало като препродуциран рок, включително хевиметъла. Внезапно се появяват много групи, едва можещи да свирят, които протестират на тема фашизъм, правителство, дори ежедневие. За няколко години пънкът е в разцвета си благодарение на Секс Пистълс и Иги Поп, които правят невероятно енергична музика, но не след дълго залязва и чак до 1990-те години остава в сферата на ъндърграунда. Появява се и неговата по-тежка, по-бърза, по-яростна форма – хардкорът. Под негово влияние възникват и някои от по-твърдите метъл стилове.
В края на 1970-те години метълът се намира в криза. Повечето групи се провалят заради масовата употреба на алкохол и наркотици. Като едни от последните стойностни групи остават Рейнбоу. Продажбите на метъл албуми регистрира рязък спад, за сметка на пънк, диско и мейнстрийм рок. Докато звукозаписните компании са обсебени от пънк музиката, много нови британски метъл групи са вдъхновени от агресивността и високо-енергичния звук. Ъндърграунд групите започват да записват евтини албуми за малка фенска маса.
Моторхед, създадена през 1975 г., е първата важна група донесла разделението между пънк и хевиметъл. С възхода на пънка през 1977 г., други ги последват. Джоф Бартън, който пише за британското музикално списание „Sounds“, нарича това движение нова вълна в британския хевиметъл (NWOBHM). Първите NWOBHM групи са Айрън Мейдън, Саксън и Деф Лепард. По примера на Джудас Прийст и Моторхед, те втвърдяват звука и намалят блус елементите, подчертавайки все по-бързото темпо.
До 1980 г. NWOBHM пробива на мейнстрийм сцената с албумите на Айрън Мейдън и Саксън, които достигат британския топ 10. Макар и с по-малък комерсиален успех, групите Венъм и Даймънд Хед също имат значително влияние в развитието на хевиметъла. През 1981 г. Моторхед става първата от новите групи оглавила британските класации с No Sleep 'til Hammersmith.
Първото поколение метъл групи изчезва от светлината на прожекторите. Дийп Пърпъл се разпада след напускането на Ричи Блекмор през 1975 г., и Лед Зепелин след смъртта на Джон Бонъм през 1980 г.
Еди Ван Хален се превръща в един от водещите метъл китаристи по това време с неговите солота от едноименния албум Van Halen (1978). Вдъхновени от неговия успех, метъл сцената в Южна Калифорния започва да се развива. Базираните в Лос Анджелис Куайът Райът, Рат, Мотли Крю и У.А.С.П. са повлияни от традиционния хевиметъл от началото на 1970-те. Това и сценичното им поведение (понякога и специален грим) на глем метъла, наричан още „хеър метъл“ е на групите Алис Купър и Кис. Визията на глем метъл групите е дълга боядисана коса, прилепнали ризи или панталони и грим. Тестовете включват сексуални теми и употреба на наркотици. В музикално отношение се характеризира с бързи китарни сола, припеви и поп-ориентирана мелодия. Глем метъл движението и близката до този стил Туистед Систър, стават основен метъл стил и по-широк спектър на рок музиката.
В зората на NWOBHM и пробива на Джудас Прийст с албума British Steel (1980), хевиметълът става все по-популярен в началото на 1980-те години. Много метъл музиканти се възползват от вниманието на Ем Ти Ви към тях, които започват да излъчват през 1981 г., като вследствие на това продажбите им се увеличават, след излъчването на техни клипове. Видео клиповете от Pyromania (1983) на Деф Лепард превръщат групата в суперзвезди в Америка, а Куайът Райът става първата местна хевиметъл група, която оглавява класацията Билборд 200 с Metal Health (1983). Едно от събитията популяризирало хевиметъла е фестивал в Калифорния през 1983 г., наречен „хевиметъл ден“, с участието на Ози Озбърн, Ван Хален, Скорпиънс, Мотли Крю, Джудас Прийст и други, които привличат огромна маса фенове през 3-дневното събитие.
Между 1983 и 1984 г. хевиметълът се издига от 8 на 20% от всички музикални продажби в САЩ. Появяват се списания, посветени изцяло на този музикален жанр, като Керанг! (1981) и Метал Хамър (1984). През 1985 г. Билборд заявява „Метълът разшири аудиторията си. Хевиметъл музиката вече не е само на тийнейджърите. Аудиторията ѝ е възрастна (колеж), млада (тийн) и повече женска“.
До средата на 1980-те глем метълът доминира в музикалните класации на САЩ, музикалните телевизии и при концертите. Новите групи Уорънт от Лос Анджелис, Пойзън и Синдърела от източния бряг стават водещи, като Мотли Крю и Рат остават много популярни. Преодолявайки стилното различие между хардрок и глем метъл, Бон Джоуви добива успех с третия си албум Slippery When Wet (1986). Шведската група Юръп, чиито стил е подобен, стават международни звезди с The Final Countdown (1986). Едноименната им песен е на 1-во място в 25 страни. През 1987 г., Ем Ти Ви започва да излъчва шоу, посветено на хевиметъл клипове. Феновете започват да насочват вниманието си към много ъндърграунд сцени с повече екстремен звук и наричат презрително популярния стил като „лек метъл“ или „хеър метъл“.
Една от групите, достигнала до много различни фенове е Гънс Ен Роузис. За разлика от техните глем метъл съвременници в Лос Анджелис, те са „по-сурови“. Техен топ албум е Appetite for Destruction (1987). На следващата година Джейнс Ъдикшън произлиза от същата хардрок клубна сцена с албума Nothing's Shocking. Списание Ролинг Стоун ги нарича „истинските наследници на Лед Цепелин“. Групата е една от първите класифицирани като „алтернативен (алтърнатив) метъл“, тенденция, която ще излезе на преден план през следващото десетилетие. В същото време новите групи Уингър и Скид Роу поддържат славата на глем метъла.
През 1980-те години в Сиатъл се заражда грънджът, който е популяризиран от Нирвана, Хол, Алис ин Чейнс, Саундгардън, Стоун Темпъл Пайлътс и др. През 1994 г. умира Кърт Кобейн – фронтменът на Нирвана, и това слага края на гръндж вълната.

### Други метъл стилове: 1980–90-те и 2000-те
Много подстилове на хевиметъла се развиват извън комерсиалния мейнстрийм през 80-те години на ХХ век. Правени са няколко опита да се състави карта на ъндърграунд метъла, повечето от Олмюзик и критика Гари Шарп-Йънг. Неговата многотомна метъл енциклопедия разделя ъндърграунда на пет основни категории: траш метъл, дет метъл, блек метъл, пауър метъл, дуум метъл, симфоничен метъл и готик метъл.

#### Траш метъл
Траш метъла се развива в началото на 1980-те години под влиянието на хардкор пънка и новата вълна в британския хевиметъл. Движението започва в САЩ, водеща сцена за траша е Бей Арена. Музиката, която свирят траш метъл групите, е по-бърза и агресивна от тази на оригиналните метъл групи и техните глем метъл наследници. Текстовете изразяват нихилистични възгледи или се занимават със социални проблеми. Трашът е описван и като „братовчед на рапа“.
Подстилът е популяризиран от „Голямата четворка на траша“: Металика, Антракс, Мегадет и Слейър. Трите немски групи Криейтър, Содом и Дистръкшън играят централна роля за пренасянето на стила в Европа. Други като Тестамент, Ексодус, Оувъркил и бразилците Сепултура също оказват съществено влияние. Въпреки че трашът започва като ъндърграунд движение и остава такова за почти десетилетие, водещите групи в стила достигат до все повече фенове. Металика достига топ 40 с Master of Puppets (1986), първият платинен траш албум. Две години по-късно ...And Justice for All (1988) достига 6-о място. Мегадет и Антракс също са в топ 40 на американските класации.
Макар и не толкова комерсиално успешен в сравнение с другите от голямата четворка, Слейър издава един от класическите за траша албуми – Reign in Blood (1986). Той е с по-тежки китарни тембри и включва сцени на смърт, страдание, насилие и окултизъм в траш метъл текстовете. Слейър привлича крайнодесни скинари за почитатели и обвинения за насърчаване на насилие и нацистки теми. Въпреки че те не получават медийно внимание, музиката им играе ключова роля в развитието на екстремния метъл.
В началото на 1990-те, трашът постига голям успех, предизвиквайки и пробивайки в мейнстрийма. Едноименният албум на Металика от 1991 г. оглавява класацията на Билборд 200. Групата става световноизвестна. Countdown to Extinction (1992) на Мегадет дебютира на 2-ро място, Антракс и Слейър са в топ 10, а албуми на регионалните групи Тестамент и Сепултура влизат в топ 100.

#### Дет метъл
Трашът скоро започва да се развива и разделя в по-екстремни метъл стилове. Според MTV News, „музиката на Слейър е пряко отговорна за възхода на дет метъла“. Дет метъл движението в Северна Америка и Европа приема и налага елементи на богохулство. Групите Дет и Possessed са признати като основоположници в стила. Името на стила идва от албума от 1985 г. Seven Churches, където има песен „Death Metal“. В края на 1980-те и началото на 1990-те години шведският дет метъл става популярен със своите мелодични форми.
Дет метълът използва скоростта на траша и хардкора, смесени с текстове за насилие и сатанизъм. Дет метъл вокалите са типично мрачни с дълбоко ръмжене и крещене. В допълнение към дълбоките, агресивни вокали е силния дисторшън на китарите и бързите перкусии.
Също като траша, и дет метълът отхвърля театралността на ранните метъл стилове, визията е с всекидневни дрехи вместо протрити дънки и кожени якета. Изключение прави вокалиста на Дисайд Глен Бентън, който си е татуирал обърнат кръст на челото и носи броня на сцената. Морбид Ейнджъл внасят неонацистки имидж. Тези две групи, заедно с Дет и Обичуъри са лидери на голямата дет метъл сцена, която тръгва от Флорида в средата на 1980-те. В Обединеното кралство, свързаният стил грайндкор, изпълняван от Нейпалм Дет и Екстрийм Ноиз Терър, произлиза от анархо-пънк движението.

#### Блек метъл
Първата вълна на блек метъла възниква в Европа в началото и средата на 80-те години на ХХ век чрез британската група Венъм, датската Мърсифул Фейт, швейцарските Хелхамър и Селтик Фрост и шведската Батори. В началото на 1990-те с норвежките Мейхем и Бурзум се заражда втора вълна, окончателно формираща считаното за най-зловещо подразделение на блек метъла. Блек метъла варира стилово и като качество и продукция, повечето групи са с пищящи и ръмжащи вокали, китари със силен дисторшън, бързо тремоло, мрачна атмосфера с ембиънт шум на фона на други звуци.
Сатанинските теми са често срещани в блек метъла, много групи са вдъхновени от древното езичество и пред-християнските традиции. Някои групи „експериментират с различни форми на метъл, фолк, класическа музика, електроника и авангард“.
До 1990 г. Мейхем редовно използват черно-бял грим (корпспейнт), след което много блек метъл групи също го правят. Батори се вдъхновява от викинг метъла и фолк метъла, а Immortal въвежда бласт бийта. Няколко скандинавски блек метъл групи са свързани с актове на насилие в началото на 90-те, като Mayhem и Бурзум извършват палежи на църкви. Нарастващата комерсиализация около дет метъла предизвиква обратен ефект. Започвайки от Норвегия, много скандинавски ъндърграунд метъл групи започват да подкрепят блек метъл сцената, която е съпротива на комерсиализацията на хевиметъла. Според бившия вокалист на Горгорот Гаал, „блек метълът никога не е искал да достигне широката аудитория... Ние имаме общи врагове, които разбира се са християнството, социализма и всичко, зад което стои демокрацията“.
През 1992 г. блек метъл сцената започва да се развива извън Скандинавия, в Германия, Франция и Полша. Убийството през 1993 г. на Евронимус (Mayhem) от Варг Викернес (Burzum) привлича медийното отразяване. Около 1996 г., когато много музиканти смятат, че блека е в застой, няколко ключови групи като Бурзум и финландската Бехерит, започват да вкарват елементи на ембиънт, докато симфоничния блек метъл е развит от шведската Тиамат и швейцарската Самаил. В края на 90-те години и началото на 21 век, Диму Боргир и Cradle of Filth доближават блек метъла до мейнстрийма.

#### Пауър метъл
В края на 80-те, пауър метъл сцената се появява в голяма степен като реакция към грубостта на дет и блек метъла. Въпреки сравнителния му ъндърграунд стил в Северна Америка, пауър метъла се радва на широка популярност в Европа, Япония и Южна Америка. Той се фокусира върху оптимистични, епични мелодии и теми, които „се докосват до чувствата за храброст и красота на слушателя“. Пионери в стила са германската група Хелоуин, които в средата на 80-те години комбинират мощни рифове, мелодични и високи вокали, подобни на тези на Джудас Прийст и Айрън Мейдън с траш бързина и енергия.
Традиционни пауър метъл групи са Хамърфол, Драгънфорс, Айсд Ърт и Меноуър. Техния стил е близък до този от новата вълна в британския хевиметъл. Много пауър метъл групи като Камелот, Найтуиш, Сабатон, Стратовариус, Соната Арктика, Рапсоди ъф файър и Катарзис използват клавиши със „симфоничен“ звук, а понякога използват оркестър и оперни певци. Пауър метъла има голяма фен маса в Япония и Южна Америка, където групите Ангра и Рата Бланка са популярни.
Тясно свързан с пауъра е прогресив метъла, който включва комплексни композиции на групи като Ръш и Кинг Кримсън. Този стил тръгва от САЩ в началото и края на 80-те, а негови новатори са Куинзрайк, Фейтс Уорнинг и Дрийм Тиътър. Миксът от прогресив и пауър звук е типичен за Симфони Екс.

#### Дуум метъл
Възниква в средата на 80-те години чрез групите Сейнт Витус, Обсесед, Тръбъл и Кендълмес. Дуум метъла отхвърля другите метъл стилове, които акцентират на скоростта като залага на бавно темпо. Корените на дуум метъла са в ранните текстови и музикални теми на Блек Сабат. Мелвинс оказват значително влияние на стила и някои негови подстилове. Дуума подчертава мелодията, меланхоличното темпо и погребалното настроение спрямо другите стилове хевиметъл.
Албумът Forest of Equilibrium на британската Катердръл през 1991 г., води до нова вълна дуум метъл. През същия период, смесеният подстил дуум дет метъл и групите, които го разпространяват – Парадайс Лост, Май Даинг Брайд и Анатема, водят до възхода на европейския готик метъл с неговите двама вокала в групи като Theatre of Tragedy и Tristania. Американската група Type O Negative популяризира стила зад океана.
В САЩ слъдж метъла смесва дуум и хардкор, а негови пионери са Айхетгод и Кроубар. В началото на следващото десетилетие, калифорнийските групи Кайъс и Слийп са вдъхновени от ранните дуум метъл банди, като се повява стоунър метъл и дроун метъл.

#### Нови смесици: 90-те и началото на 21 век
Ерата на мейнстрийм метъла в Северна Америка приключва с появата на Нирвана и другите гръндж банди, довели до популярност алтернативния рок. Грънджа е повлиян от хевиметъла, но отхвърля известните метъл групи, както и техните „наперени и виртуозни сола“ и залага на едно по-непретенциозно откъм техника „мръсно“ звучене.
Глем метълът губи известност за сметка на грънджа, но и поради нарастващата популярност на по-агресивния звук, типичен за Metallica и пост-траш груув метъла на Пантера и Уайт Зомби. Няколко нови метъл групи имат комерсиален успех през първата половина на 1990-те години – Far Beyond Driven (1994) на Пантера оглавява Билборд 200, но „в скучните очи на мейнстрийма, метълът е мъртъв“. Някои банди правят опити да се адаптират към новите музикални стилове. Металика променя имиджа си: членовете на групата подстригват дългите си коси, а през 1996 г. са хедлайнери на алтернативния фестивал Lollapalooza, създаден от вокалиста на Джейнс Ъдикшън Пери Феръл. Въпреки че това предизвиква негативни реакции в старите фенове на групата, Metallica остава една от най-успешние групи в света до началото на новия век.
Също като Jane's Addiction, много от популярните групи в началото на 1990-те с корени в хевиметъла, попадат под чадърния термин „алтернативен метъл“. Групи от сиатълската гръндж сцена като Саундгардън се считат за създадели на „хевиметъл в алтернативния рок“, Alice in Chains са в центъра на алтернативното движение. Музикалните компании привличат групи, които смесват метъла с други различни стилове: Фейт Ноу Мор комбинират алтърнатив рок с пънк, фънк, метъл и хип-хоп, Tool използват метъл с прогресив рок, Фиър Фактъри, Министри и Найн Инч Нейлс включват в музиката си индъстриъл елементи. Мерилин Менсън използва шок елементи като Алис Купър.
В средата и края на 1990-те години идва нова вълна на американски метъл групи повлияна от алтърнатив метъла и техния микс от стилове. Ню метъл групи биват наречени Слипнот, Линкин Парк, Лимп Бизкит, Папа Роуч, Плейбъл он Дет, Корн и Дистърбт, които включват елементи от дет метъл до хип-хоп, често имат Диджей и рап вокали. Ню метъла има мейнстрийм успех чрез Ем Ти Ви. През 1996 г. Ози Озбърн представя своя Озфест, като в медиите вече се говори за възраждане на хевиметъл музиката. През 1999 г. Билборд твърди, че в САЩ вече има повече от 500 метъл превания по радиото, което е 10 пъти повече от преди десетилетие. Докато ню метъла е широко популярен, старите метъл фенове не могат да приемат стила. В началото на 2003 г. той започва да залязва, макар Корн и Лимп Бизкит да имат значителен брой почитатели.

### Последни тенденции: средата и края на 2000-те
Метълът остава популярен през новия 21 век, особено в Европа. До новото хиледолетие Скандинавия е едно от местата, от където са тръгнали много известни групи, а Белгия, Холандия и Германия са с най-успешния пазар. Между 2003 г. и 2008 г. няколко европейски групи попадат в топ 20 на немските класации, включително Чилдрън ъф Бодъм, Dimmu Borgir, Blind Guardian и Хамърфол.
Смесеният стил между екстремен метъл и хардкор пънк, метълкора, добива популярност. Известни групи са Суисидал Тенденсис, Килсуич Ингейдж, Дърти Ротен Имбесилс и Стормтрупър ъф Дет. През 1990-те метълкорът е ъндърграунд феномен, а първите групи в този стил са Ърт Крайзис, Hogan's Heroes, Кънвърдж, Хейтбред и Шай Хулуд. През 2004 г. мелодичния метълкор е в своя пик, с албумите The End of Heartache на Килсуич Ингейдж и The War Within на Шадоу Фал, които заемат съответно 21 и 20 място в класациите.
Третият албум на уелската група Булит фор Май Валънтайн, Fever, дебютира на 3-то място в класацията на Билборд 200 и на 1-во в рок и алтернативните класации, правейки го най-успешния за групата до днес. В последните години метълкора присъства на големите фестивали Озфест и Доунлоад Фестивал. Лем ъф Год, груув метъл банда влиза в топ 10 през 2006 г. с албума си Sacrament. Успеха е продължен с нови групи като Тривиум и Авенджед Севънфоулд. Развиващ се отделно от метълкора стил е маткора, по-ритмичен и прогресив стил чрез групите Дъ Дилинджър Ескейп План, Кънвърдж и Протест да Хиро. Mastodon, които свирят прогресив/слъдж са вдъхновени от метъл възраждането в САЩ, наречено от някои критици нова вълна в американския хевиметъл.
Терминът „ретро-метъл“ е използва за да опише американските групи Дъ Суорд и Хай он Файър, шведската Уитчкрафт и австралийската Уулфмъдър. Age of Winters (2006) на Дъ Суорд показва тежестта на Блек Сабат и Пентаграм. Уитчкрафт добавят елементи на фолк рок и психеделичен рок, а едноименния албум на Уулфмъдър от 2005 г. е в стила на Дийп Пърпъл.